# 印度交通
印度交通運輸（英語：transport in India）包含陸路、水路和航空三種。道路運輸是大多數印度公民採用的方式，而印度的道路運輸系統是世界上使用最為頻繁的系統之一。

黃金四邊形道路系統，用來連接印度四個主要的都會城市，即：德里（北部）、加爾各答（東部）、清奈（南部）和孟買（西部）。

印度擁有全球最大且最繁忙的道路系統，於2015年的客運量達82.25億人次，貨運數量逾9.8億噸。其鐵路網絡規模居世界第4，繁忙度則位居第2，於2020年客運量為80.9億人次，貨運量達12億噸。印度航空市場的成長速度為世界之最（依據國際航空運輸協會數據），可分為軍用和民用兩種。此外，印度的內陸水路網絡（河流、運河等）規模為世界第9，但貨運量僅佔全國內陸總運輸量的0.1%。根據該國於2011年進行的人口普查，總計約有21%的家庭擁有兩輪車，而4.70%的家庭擁有汽車或廂型車。
該國於2023-24財政年度，乘用車總銷量從2022-23財政年度的389萬輛增長至421.9萬輛，其中多功能休旅車的銷量從200.4萬輛增長至 252.1萬輛，廂型車的銷量從13.9萬輛增長至14.9萬輛。然而，與前一年相比，2023-24財政年度的轎車銷量從174.7萬輛下降至154.9萬輛。三輪車的銷量從48.9萬輛增長至69.2萬輛。兩輪車的銷量從1,590萬輛增長至1,800萬輛。

## 傳統交通方式

### 步行
步行在古代印度是主要的交通方式，人們常徒步或乘坐牛車遠行，例如古籍記載的古印度哲學家阿迪·商羯羅的印度之旅。至今，步行在農村仍是重要交通方式。孟買大都會區域發展局正興建超過50座人行天橋（參見孟買人行天橋計畫），鼓勵人們步行，以助於改善當地交通環境。西孟加拉邦也設有目的相同的達克希涅斯瓦人行天橋計畫（Dakshineswar Skywalk）。

### 轎子

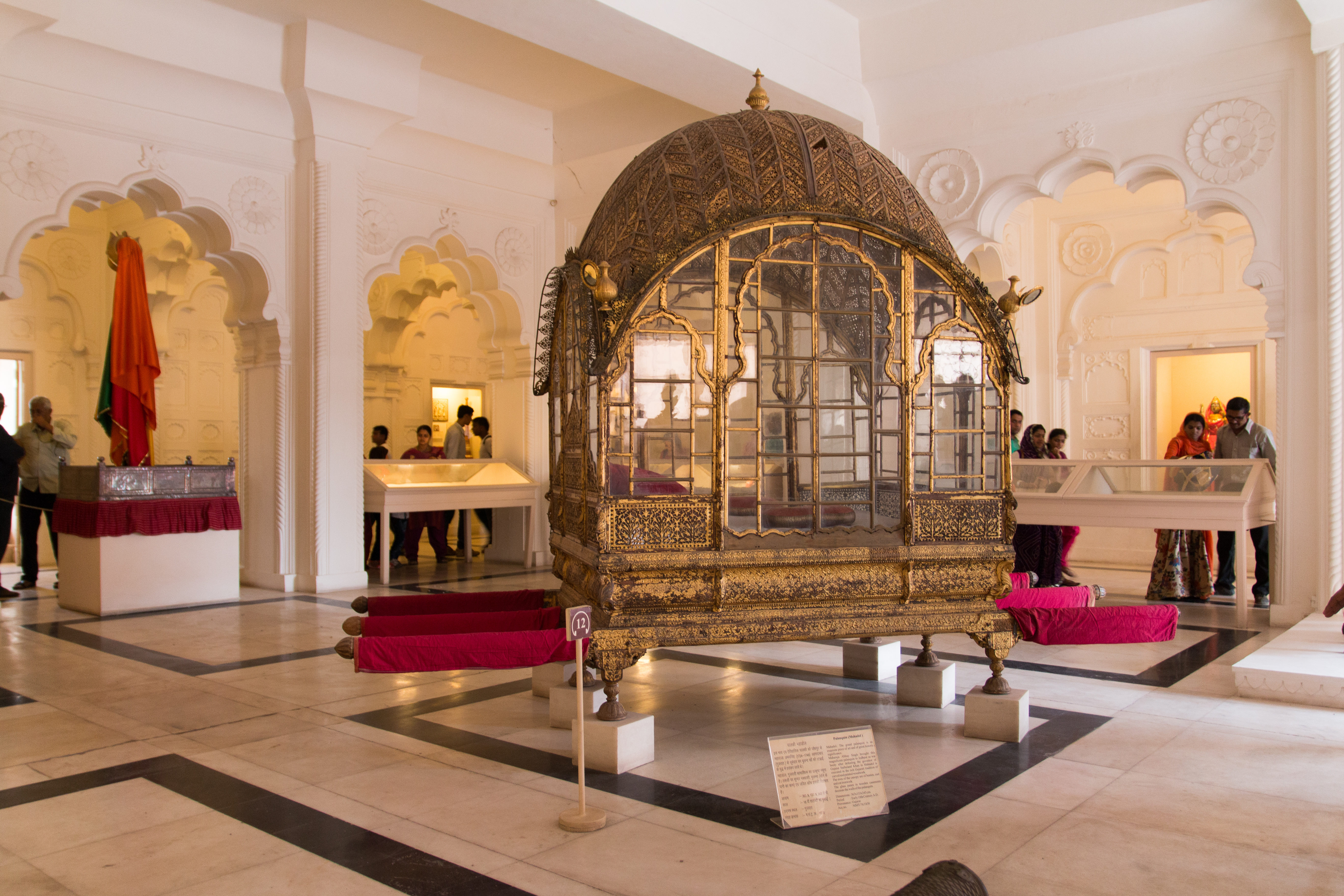
梅蘭加爾城堡博物館內展出的王室用轎子。

在過去，轎子（當地稱palkis - 肩輿）是印度富人和貴族彰顯地位的交通工具，同時也用於運送神明（塑像/雕像）。許多古老寺廟的雕刻中均描繪神祇乘坐轎子的場景。然而於現代社會中，轎子的使用已大幅減少，主要只應用於傳統的印度婚禮儀式、宗教朝聖活動以及神像的運送。

### 牛車

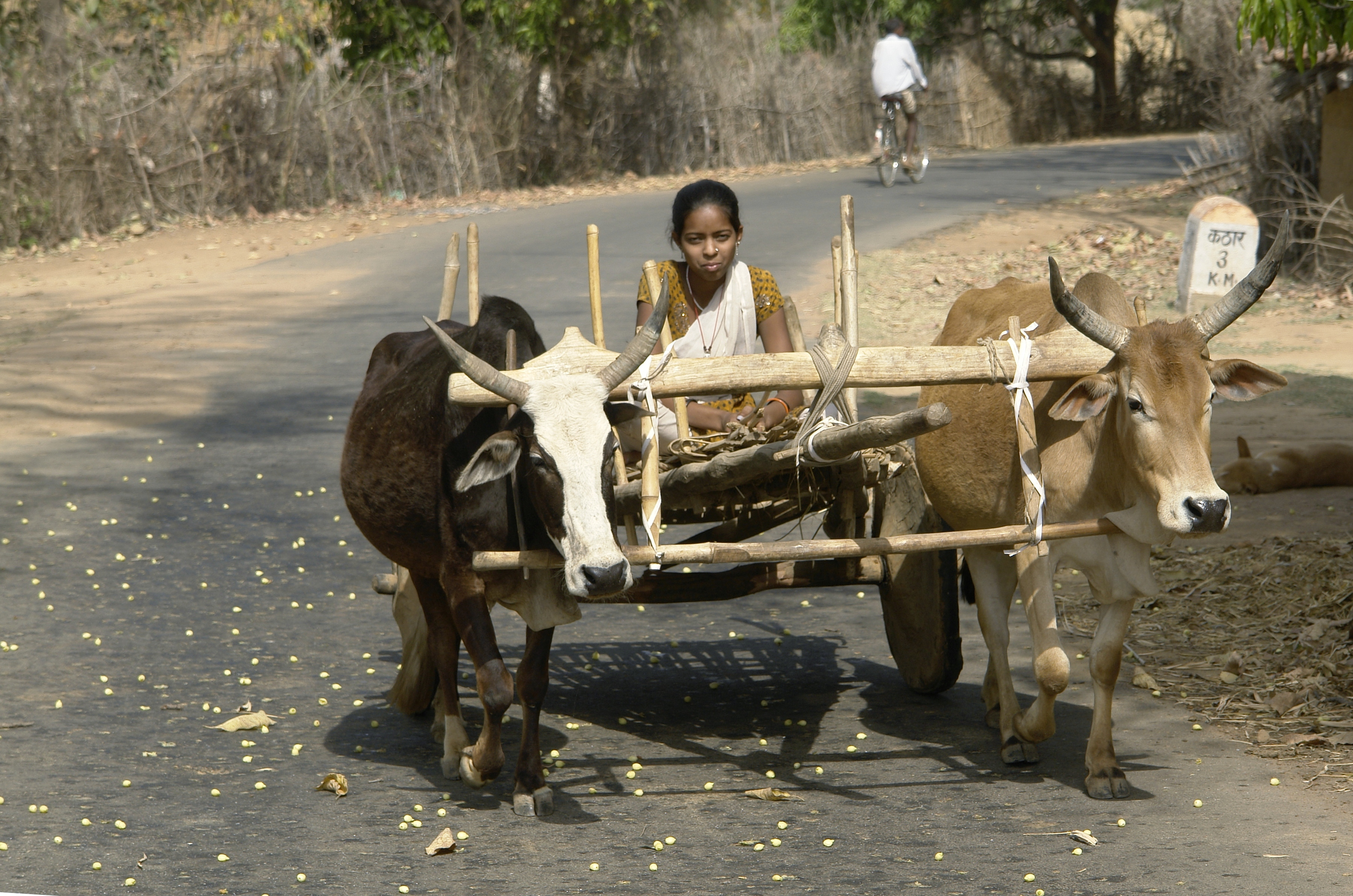
印度的牛車。

牛車過去是印度的一種運輸方式，但由於速度緩慢以及機動車輛出現後，如今已很少見。不過，牛車在偏遠的農村地區仍是重要的貨物運輸工具。

## 自行車
印度各邦的自行車擁有率約在30%至75%之間。在城市非正式就業人口中，自行車和步行佔通勤方式的50%至80%。印度城市於近年來騎自行車的風氣漸盛。在較小城市，非機動運輸（含自行車）佔勞動階層出行方式近半。在孟買、班加羅爾和德里等大城市，則佔35%至37%。印度各地政府機構為減少空氣污染和交通壅塞，正鼓勵建設自行車專用道，擴大以此方式行動的人口。

### 人力車

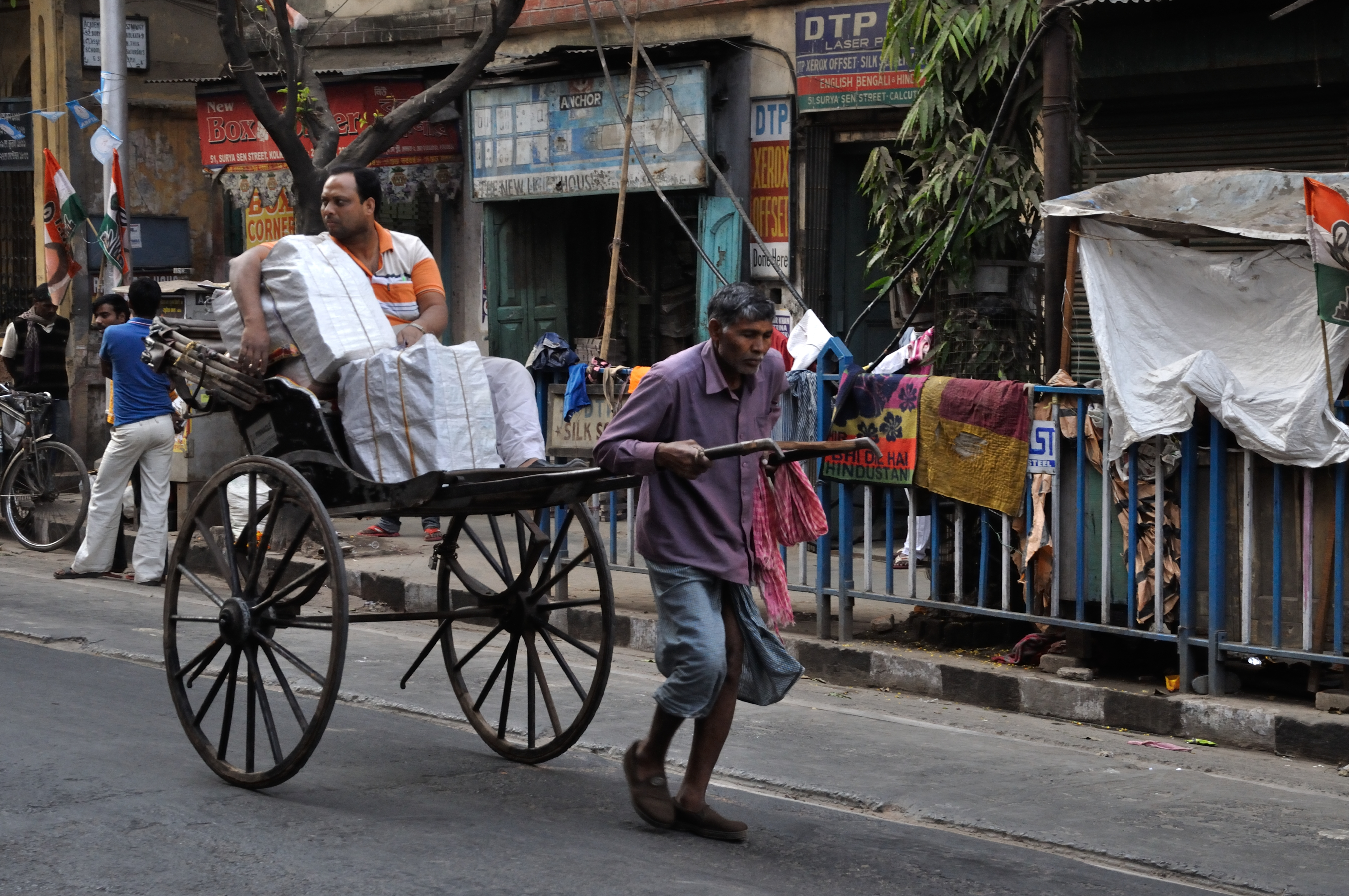
在加爾各答，仍然可看到人力車在營運。

人力車（或稱黃包車）在今日的印度城鄉已相當罕見。許多地方政府認為其"不人道"，而倡議禁用。西孟加拉邦政府早在2005年就曾提出禁令。雖然西孟加拉邦議會於2006年通過相關的《加爾各答人力車法案（Calcutta Hackney Carriage Bill）》，但至今仍未落實。西孟加拉邦政府正著手修正該法案，以彌補在人力車主協會對其提出異議後所顯現的不合理部分。

### 人力三輪車
印度於1940年代開始引入人力三輪車。由車夫於前方踩踏板驅動，後方有可載兩人的座位，體積較一般三輪車大。迄2000年代後期，部分城市曾因交通壅塞問題而禁用此類車輛。德里警方曾試圖禁止三輪車以緩解交通壅塞問題，但遭德里高等法院駁回。環保人士則支持保留三輪車，視其為一種不產生污染的交通工具。

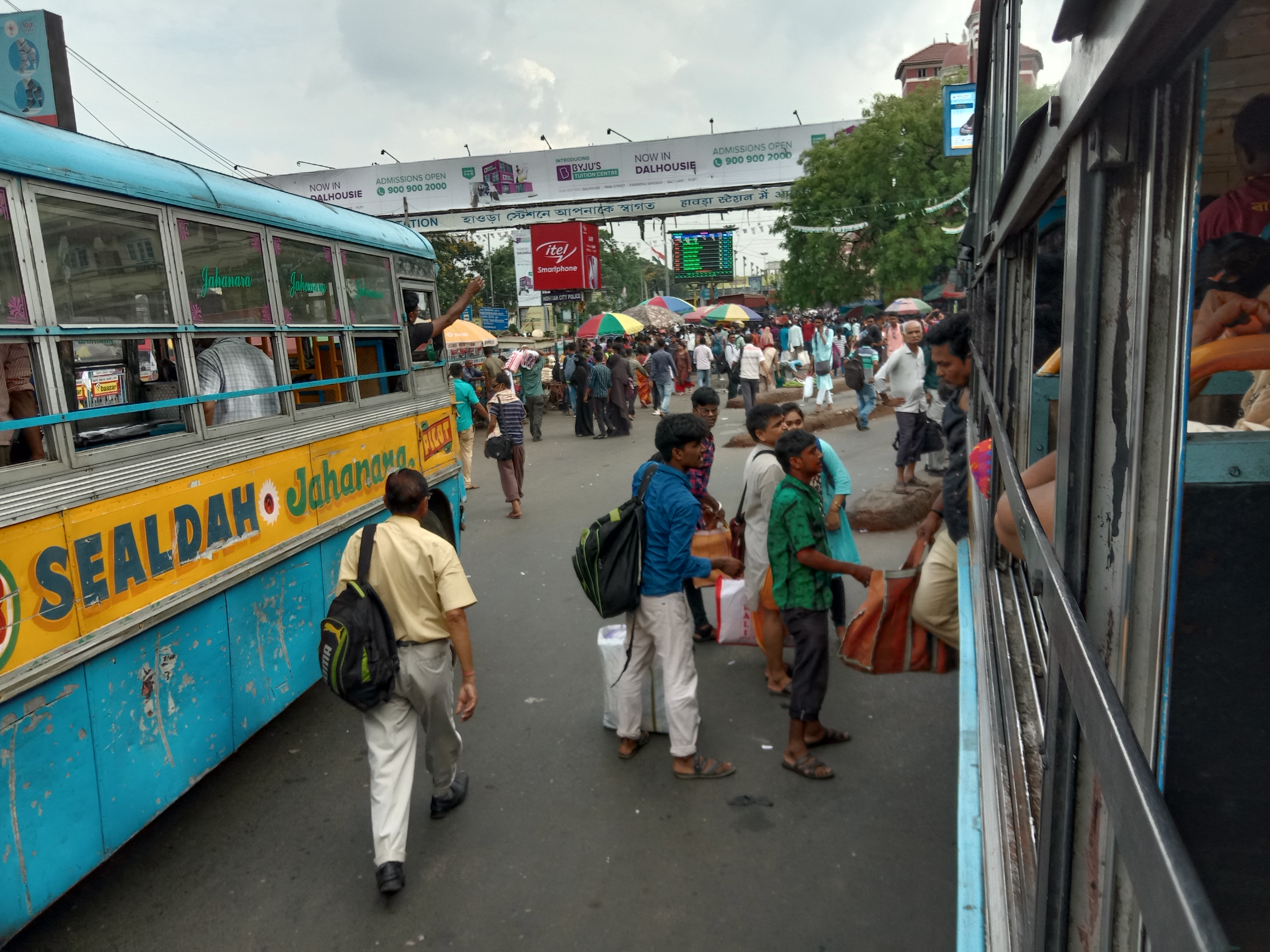
加爾各答豪拉交匯站附近的公共巴士。

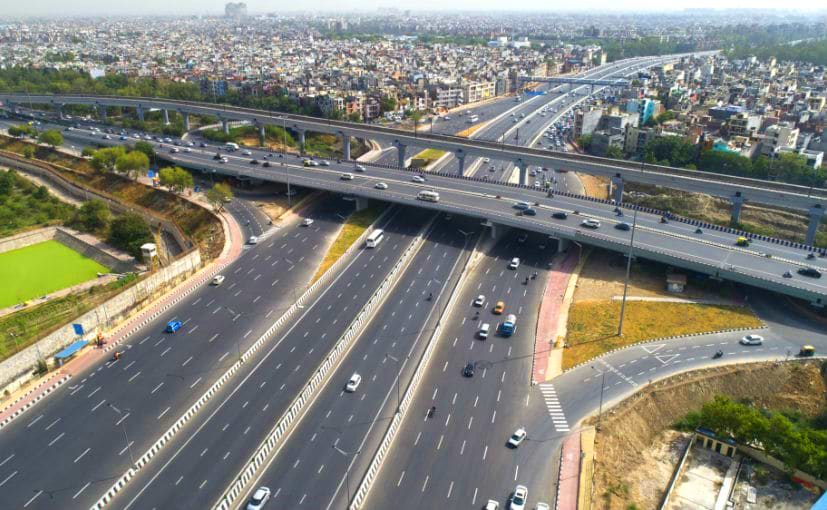
德里-米拉特高速公路是印度最寬的高速公路之一，擁有14個車道。

## 道路
[[File:Kathipara.jpg|thumb|{{le|卡提帕拉苜蓿葉型立體交叉橋（卡提帕拉公路樞紐（Kathipara Junction））, 清奈。]] 

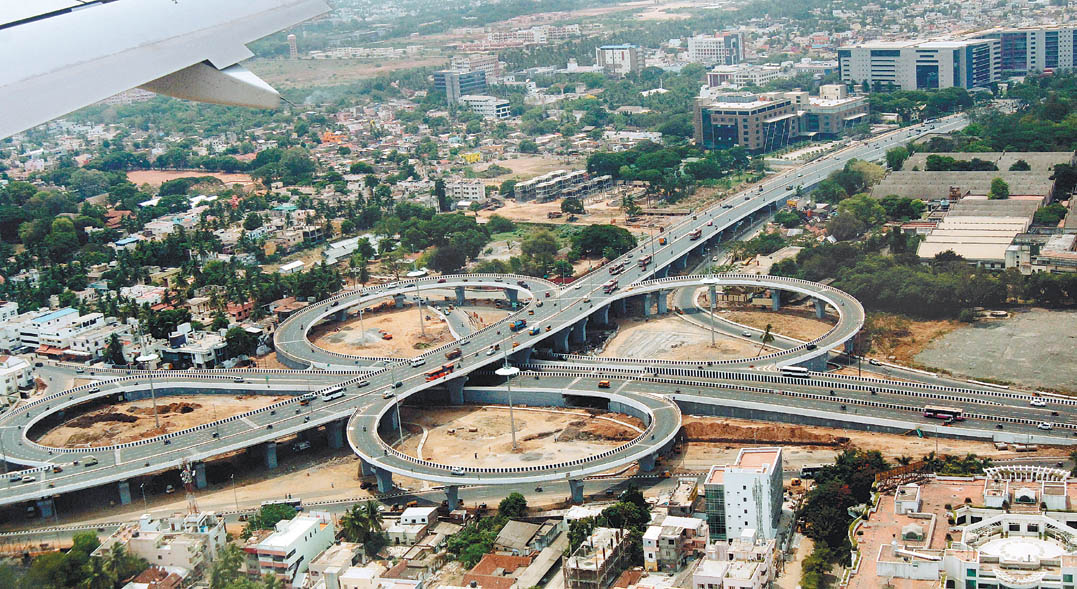
le|卡提帕拉苜蓿葉型立體交叉橋（卡提帕拉公路樞紐（Kathipara Junction））, 清奈。

根據2024年的估計，印度道路總長度為6,700,000公里（4,200,000英里），使印度的道路網絡成為世界上最大的道路網絡。就道路密度，印度每平方公里土地的道路長度達到1.94公里（1.21英里），此一數值與高度發展的香港並駕齊驅，更遠勝於美國（0.71公里，0.44英里）、中國（0.54公里，0.34英里）、巴西（0.23公里，0.14英里）及俄羅斯（0.09公里，0.056英里）。
印度擁有連接所有主要城市和邦首府的國道網絡，構成國家的經濟骨幹。印度截至2013年共有161,350公里（100,258英里）的國道，其中6,059公里（3,765英里）被歸類為高速公路。儘管印度擁有龐大的4線或更多車道、符合國際品質標準的公路網絡，但由於缺乏出入管制，它們並非高速公路，而僅能+++++++稱為公路。
根據印度國家公路管理局的數據，該國約66%的貨運和82%的客運由公路運輸承擔。雖然國道僅佔公路網絡總長度的約2%，但運輸量約佔公路總運輸量的40%。印度近年來車輛數量的平均年增長率約為10.16%。
印度為緩解交通壅塞，在主要城市中建有許多橋樑和高架道路，例如孟買的班德拉-沃利跨海大橋和清奈的提帕拉苜蓿葉型立體交叉橋。根據Ola Consumer （前身為Ola Cabs，是一家印度運輸公司，提供叫車服務，並經營其他業務，如金融服務和雲端廚房。總部位於班加羅爾，業務遍及印度250多個城市）於2017年進行的的研究，顯示德里市內平均車速為25公里/時，孟買為20.7公里/時，清奈為18.9公里/時，加爾各答為19.2公里/時。
印度為提升國家公路系統的運輸能力，正透過國家公路發展計畫（NHDP）將現有國道逐步擴建為至少4線道，部分重要路段更將升級為6線道。該國近年來更著力於建設全國性的多線道高速公路網絡，其中最具代表性的工程包括連接印度四大都會區（德里、加爾各答、清奈、孟買）的黃金四邊形，以及串聯南北和東西主要城市的南北-東西走廊。
印度於2000年時約有40%的村莊缺乏全天候道路，在雨季期間仍然處於隔絕狀態。該國為改善農村交通連接，於2000年啟動由中央政府在世界銀行的協助下所資助的總理鄉道計畫，以修建全天候道路，連接所有人口在500人以上的居住地（山區則為250人以上）。
| 道路分類   | 長度                 |
| ---------- | -------------------- |
| 高速公路   | 6,059公里（2024年）  |
| 國道       | 1,61,350公里         |
| 邦道       | 186,528公里          |
| 縣道與鄉道 | 5,167,665公里        |
| 總長度     | 6,700,000公里 (約略) |

印度最長的橋樑 - 稱為"跨灣大橋（Trans Harbour bridge）"，連結孟買與新孟買，在總理納倫德拉·莫迪於2024年1月12日主持啟用典禮後正式通車。

### 巴士
巴士對於印度的公共運輸具有非常重要的作用。都市地區的巴士服務通常由公共機構負責，而大多數邦政府也透過邦營道路運輸公司運營巴士。在連接印度各地的村莊和城鎮方面扮演核心角色。值得注意的是印度的私營巴士數量遠超公營的。於2012年的數據顯示，公營巴士約有13.18萬輛，而私營巴士則高達154.47萬輛。
雖然巴士在印度扮演重要的公共運輸角色，但在大多數城市，其使用比例遠不及私人交通工具。在許多大型城市，超過八成的車輛是兩輪車和汽車。

#### 巴士捷運系統
巴士捷運系統（BRTS）已在印度多個城市內運行。在印度城市中的公共運輸，巴士有90%以上的佔比，是一種重要的運交通模式。此類巴士服務主要由邦政府擁有的運輸公司經營。所有邦政府運輸公司於1990年代都推出各種設施，例如為殘疾人士提供的低底盤巴士，和空調巴士，以吸引私人汽車車主前往搭乘，用意為緩解道路擁堵。
艾哈邁達巴德巴士捷運系統於2010年獲得華盛頓運輸研究委員會頒發的永續運輸獎。浦那的彩虹巴士捷運是印度首個巴士捷運系統。孟買早在1998年就引進空調巴士。班加羅爾於2005年1月率先在印度採用富豪B7RLE市內低底盤巴士，也是印度第一個擁有空調巴士站的城市。清奈的清奈城際巴士總站則是亞洲最大的巴士總站之一。

### 機動車輛

#### 兩輪車
機動兩輪車輛，如速克達、摩托車和輕型機車，因其燃油效率高且在擁擠的道路或街道上易於使用，非常受歡迎。印度於2003年有4,750萬輛機動兩輪車，而僅有860萬輛汽車。
印度摩托車製造始於1948年，由起源於英國的Royal Enfield在清奈設廠組裝。Royal Enfield持續生產不同英國型號Royal Enfield Bullet摩托車，成為當地經典品牌。目前印度市場佔有率最高的幾家兩輪車公司有Hero MotoCorp（前身為Hero Honda）、本田技研工業、Bajaj Auto、山葉發動機、TVS Motors和Mahindra Group等。
印度速克達製造始於1949年，印度汽車產品公司 (API) 在孟買成立，並開始組裝義大利的Lambretta速克達。而目前印度已不再生產速克達摩托車。

#### 汽車
在印度都市地區，私人汽車佔總交通需求的30%。在德里的每日平均新增註冊車輛就有963輛。印度汽車產量在2002-2009年間顯著增長，從630萬輛增至1,100萬輛以上。各城市和邦的汽車擁有率差異大，班加羅爾、清奈、德里和加爾各答的每千人擁有量遠低於已開發國家。整體而言，印度汽車擁有率仍屬偏低。根據南非統計局發佈的BRICS Joint Statistical Publication 2018，金磚國家中於2016年每1,000人擁有的汽車數量各為巴西 (4.9輛)、俄羅斯 (29輛)、印度 (1.9輛)，中國 (9.8輛)及南非 (9輛)。

## 鐵路
印度境內的鐵路服務由國營事業印度鐵路（IR）統一提供，並由印度鐵道部監督管理。印度鐵路系統龐大，劃分為18個鐵路區域（包含加爾各答地鐵在內)。在區域層級之下，IR進一步細分為67個管理部門，每個部門都設有行政中心。
印度鐵路網絡覆蓋廣泛，截至2021年3月已擁有逾7,325個車站，總路線長度超過68,080公里，軌道長度約132,310公里。迄2025年，約97%的路線已電氣化。印度鐵路是該國重要的運輸方式，於2019年3月每日運送2,310萬乘客和330萬噸貨物。在同期，IR也是世界第8大雇主（擁有122.7萬名員工），並擁有超過289,185節貨車、74,003節客車和12,147輛鐵路機車。IR還自設鐵路機車和客車生產工廠，並經營長途和通勤鐵路服務。
IR營運多種享有較高優先權的特殊列車服務。目前最快的列車是讚美印度特快列車，設計時速高達180公里，但實際運行速度最快的是加提曼快速列車，時速為160公里（99英里），平均時速為100公里（62英里），讚美印度特快列車基於安全考量，最高時速限制在130公里。於1969 年推出的首都特快列車則為連結德里與各邦首府之間的交通。另一方面，世紀特快列車提供旅遊、朝聖或商業中心之間的交通連接。世紀特快列車運行於中短距離，沒臥鋪，而首都特快列車則運行於較長距離，且只有臥鋪。這兩個系列的列車最高運行時速可達110至140公里（68至87英里），但平均時速低於100公里。永不停歇特快列車則供大型城市之間的交通連接。除此之外，IR還營運多條服務不同旅遊路線的豪華列車。例如車輪上的皇宮服務於拉賈斯坦邦的旅遊線路，金馬車則服務卡納塔卡邦和果阿邦的旅遊線路。IR擁有兩處世界遺產，分別為賈特拉帕蒂·希瓦吉·摩訶羅闍終點站和印度山地鐵路。後者包含三條獨立鐵路線：西孟加拉邦小喜馬拉雅山的大吉嶺喜馬拉雅鐵路（610毫米窄軌鐵路）、坦米爾那都邦尼爾吉里丘陵的尼爾吉里山地鐵路（1,000毫米米軌齒軌鐵路）以及喜馬偕爾邦西瓦利克山脈的卡爾卡-西姆拉鐵路（762毫米窄軌鐵路）。
IR承擔著將工業、消費和農業等領域的貨物及燃料輸送到全國各地的重任。然而長期以來，來自客運業務的虧損一直依賴貨運收入補貼，而讓貨運服務在成本效益和運輸速度上難以與其他運輸方式匹敵，市場佔有率不斷萎縮。IR為應對這一挑戰，已開始實施一系列新策略，包括改善現有貨物裝卸設施、吸引私人資金以建立多功能多式聯運物流樞紐、改革貨櫃規格、推出定期排班的貨運列車，並調整貨運的定價策略和產品結構。
印度國營的康坎鐵路公司於1999年在馬哈拉什特拉邦的科拉德到果阿邦的韋爾納之間，首創鐵路運輸道路卡車服務，這是一種結合公路與鐵路的創新運輸模式。這項便捷的服務後來在2004年延伸至卡納塔卡邦的蘇拉特卡爾。這種印度首見的運輸方式，讓卡車可直接駛上平板拖車，經由鐵路運送。此種滾裝運輸服務因有便利性而廣受歡迎，迄2007年，康坎鐵路公司已運送約11萬輛卡車，帶來約7.4盧比的營收。
預計在2020年完工的IR新貨運專用走廊，有望徹底改變印度鐵路的貨運業務。這些總長約3,300公里的走廊啟用後，將能以時速100公里運輸長達1.5公里、軸重32.5噸的列車，並將繁忙客運線路的運能擴大，讓IR能以更高速度運行更多列車。印度還計劃興建更多貨運走廊，以提升全國的貨運基礎設施。
截至2025年4月：
東部貨運專用走廊 (Eastern Dedicated Freight Corridor, EDFC): 全長1,337公里，已於2024年2月完工並全面運營。
西部貨運專用走廊 (Western Dedicated Freight Corridor, WDFC): 全長1,506公里，截至2025年3月，已完成約96.4%的工程並投入運營。預計剩餘路段將在2025年底前分階段完成並投入使用。

### 通勤鐵路運輸
印度許多都會區居民的日常通勤多仰賴效率高且經濟的鐵路運輸。例如在孟買、加爾各答和清奈即有歷史悠久的通勤鐵路，加爾各答更有百年歷史的有軌電車，近年則有加爾各答、德里和清奈的捷運，以及孟買的單軌列車加入。

#### 郊區鐵路
孟買市郊鐵路是印度首個鐵路系統（於1853年啟用），每日運送630萬人次，是全球客運密度最高的鐵路。隨後成立的有加爾各答市郊鐵路（1854年）和清奈市郊鐵路（1931年）。目前印度營運中的市郊鐵路系統有孟買、加爾各答、清奈、勒克瑙-坎普爾、德里、浦那、海德拉巴、巴拉班基-勒克瑙和卡爾瓦。班加羅爾、亞美達巴德和哥印拜陀等地也計畫興建城郊通勤鐵路中。

#### 大眾捷運系統
1995年啟用的清奈捷運（MRTS）是印度首個，也是唯一的高架捷運系統。雖然它與清奈城郊鐵路不同，但仍是城市鐵路網絡的一個重要組成。

#### 捷運
印度第一個現代捷運系統是加爾各答地鐵，於1984年開始營運，屬於IR管轄的第17區。 於新德里的德里捷運是印度第二個傳統捷運系統，於2002年開始營運。班加羅爾的南瑪捷運 是印度第3個營運中的捷運系統，於2011年開始營運。
目前印度營運中的捷運系統有：加爾各答、德里、班加羅爾、古爾岡、孟買、齋浦爾捷運、清奈、科契、勒克瑙、那格浦爾、諾伊達、海德拉巴、坎普爾、艾哈邁達巴德、浦那、新孟買、阿格拉。
目前正在施工中的捷運系統有：連結甘地納加和亞美達巴德兩城市的艾哈邁達巴德捷運第二期、瓦拉納西捷運、馬杜賴捷運、維傑亞瓦達捷運（Vijayawada Metro）、巴特那捷運、密拉特捷運、古瓦哈蒂捷運、昌迪加爾捷運、博帕爾捷運、科澤科德輕軌捷運、印多爾捷運、提魯沃嫩塔布勒姆輕軌捷運、哥印拜陀捷運、維沙卡帕特南捷運（ Visakhapatnam Metro）、蘇拉特捷運、查謨捷運、斯利那加捷運、大瓜廖爾捷運（Greater Gwalior Metro）、賈巴爾普爾捷運和大納西克捷運。印度幾個主要城市目前已有34公里的捷運系統投入運營，其餘部分正在建設或規劃中，並將在不久的將來開通。

#### 單軌系統
印度通常將單軌電車定位為捷運系統的輔助接駁工具。加爾各答早在2004年就曾考慮興建單軌電車，但最終因資金問題和實施難度而作罷。孟買單軌列車於2014年開始營運，是印度自1927年帕提亞拉邦立單軌鐵路停止運作後，首先出現實際營運的單軌電車網絡，（於2004年在果阿邦用作試驗性質的懸掛式Skybus Metro 除外）。此外，清奈、加爾各答等多個城市也曾有單軌電車的規劃。
此外，清奈、加爾各答、普拉亞格拉吉、班加羅爾、德里、印多爾、坎普爾、新孟買、巴特那、浦那、亞美達巴德、艾藻爾、布巴內什瓦爾、久德浦、那格浦爾和納西克等多個城市也曾有興建單軌電車的規劃。

#### 有軌電車
印度許多城市在19世紀末開始引入有軌電車作為公共交通工具，然而，這些電車系統隨著時間演進幾乎都已走入歷史。時至今日，加爾各答的有軌電車成為印度全國碩果僅存的。

### 國際連結
印度與鄰國的鐵路聯繫尚不完善。目前有兩條與孟加拉國連結的鐵路：每週兩班從加爾各答到該國首都達卡的友誼快車，以及每週一班從加爾各答到庫爾納的連結快車。與尼泊爾之間則有兩條鐵路：從比哈爾邦賈伊納加爾到比賈爾普拉的客運服務，以及比哈爾邦拉克紹爾到比爾甘傑的貨運服務。
目前印度與緬甸間沒鐵路連接，但一條鐵路線計劃從吉里巴姆（位於曼尼普爾邦）經由因帕爾和莫雷延伸至緬甸的塔穆。根據印度外交部通過印度鐵路技術與經濟服務有限公司（RITES）進行的可行性研究，建設這條鐵路連接線，預計要耗資294.1億印度盧比（約合3.4億美元）。一條長18公里的鐵路線正在從西孟加拉邦的哈希馬拉修建至不丹的托里巴里。目前印度並無鐵路與中國和斯里蘭卡連結。

### 高速鐵路
截至2025年，印度尚無任何營運中，速度能超過時速200公里（125英里，被歸類為高速鐵路（HSR））的鐵路列車。目前，在圖格拉卡巴德-阿格拉路段上， 如拉妮·卡瑪拉帕蒂–新德里百年特快列車、加提曼特快列車、讚美印度特快列車等列車服務能達到最高的營運時速為160公里（100英里）。
但在2014年印度大選期間，印度國民大會黨和印度人民黨兩大主要政黨皆承諾將引進高速鐵路。印度國民大會黨更提出連接所有人口超過百萬城市的宏偉目標。最終勝選的印度人民黨則承諾推動鑽石四邊形計畫，預定透過高速鐵路串聯清奈、德里、加爾各答與孟買四大城市，此計畫並在新上任總理納倫德拉·莫迪的演講中被列為政府優先項目。高速鐵路建設成本遠高於標準鐵路，每公里造價估計在10億至14億印度盧比（約合1,200萬至1,600萬美元）之間，是後者的10至14倍。印度政府已批准由日本協助建設其首條高速鐵路，該計畫連接孟買與艾哈邁達巴德，全長約500公里（310英里），最高時速可達320公里（200英里）。根據初步規劃，工程預計於2017年啟動，2023年完工，總投資約9,800億印度盧比（約合110億美元），並將利用日本的低息貸款進行融資。印度首條高速鐵路線預計將於2026年開始營運，而建造成本將由原來估計的10,800億盧比（約合126.5億美元)，以超過16,000億盧比 (約合187億美元)的金額完工。

### 輕軌
印度對於輕軌的看法如同單軌電車的，歸類為地鐵系統的接駁系統。計畫中的輕軌系統有加爾各答輕軌運輸 (KLRT)和德里輕軌運輸。

## 航空
印度的航空產業由國家級監管機構 - 民航總局）負責管理，民航總局隸屬於印度民航部。民航部還管控一系列與航空相關的自治組織，例如負責機場管理的印度機場管理局（AAI）、主管民航安全的印度民航安全局（BCAS）、提供飛行培訓的英迪拉·甘地國家飛行學院，以及帕萬漢斯直升機有限公司和印度斯坦航空有限公司等國營企業。
印度航空是該國國營旗艦航空公司，於2011年與印度人航空公司合併，在維繫印度與全球各地的交通網絡中扮演關鍵角色。印度主要的航空公司依市場佔有率排序，為靛藍航空、印度航空、印度快運航空、Akasa Air及香料航空。這些航空公司隨著印度航空業開放，不僅串聯國內超過80個城市，更積極拓展國際航線。此外，眾多國際航空公司亦提供印度各城市與世界主要城市之間的航班服務。印度的孟買-德里空中走廊在2012年被艾瑪迪斯信息科技（一家主要的西班牙跨國科技企業，其業務核心是為全球的旅行與觀光產業開發並提供軟體解決方案。）列為全球最繁忙航線中的第10位，這似乎顯示印度航空運輸的活力。然而，若就全印度而言，該國航空運輸的整體潛力仍有很大部分處於未開發的狀態，仍有顯著的成長空間。

### 機場
印度擁有346個民用飛行場（airfields），其中253個有鋪設的跑道，所餘93個並無鋪設跑道。然而截至2014年11月，其中僅有132個被歸類為"機場（airports）" 。在這些機場中，位於德里的英迪拉·甘地國際機場是全國最繁忙的機場。印度主要機場的營運在過去5年來已逐步私有化，而促使機場設施更加完善，環境也更加整潔，航廈也得到翻新或是擴建。
印度還有33個"幽靈機場" ，這些機場的建設初衷是為讓偏遠地區的居民容易搭乘飛機，但由於缺乏需求，現在已停止運營。例如拉賈斯坦邦的齋沙默爾機場於2013年完工，原本預計每年可接待30萬名旅客，但至今尚未有任何商業航班起降。縱然該國有許多閒置的機場，目前仍計劃在未來20年內再興建200個"低成本" 機場。
| 跑道長度          | 有鋪設 跑道 的機場 | 無鋪設 跑道 的機場 |
| ----------------- | ------------------ | ------------------ |
| 3,047公尺或更常   | 21                 | 1                  |
| 2,438 - 3,047公尺 | 59                 | 3                  |
| 1,524 - 2,438公尺 | 76                 | 6                  |
| 914 - 1,524公尺   | 82                 | 38                 |
| 低於914公尺       | 14                 | 45                 |
| 合計              | 253                | 93                 |

### 直升機場
截至2021年，印度共有45座直升機場。值得一提的是，世界上海拔最高的直升機場也位於印度，坐落於錫亞琴冰河之上，海拔高達6,400公尺（21,000英尺）。帕萬漢斯直升機有限公司主要為印度石油天然氣公司（ONGC）的離岸作業點，以及印度東北部等地的各邦政府提供運輸服務。

## 水運
印度擁有長達7,517公里（4,671英里）的海岸線，因此有許多港口是主要的貿易中心。印度還擁有廣泛的內陸水路網絡。

### 港口與航運
印度約有96%的貨物吞吐量和70%的貿易額通過港口處理。 孟買港和尼赫魯港處理印度70%的海上貿易貨物。印度共有12個主要港口：尼赫魯港（新孟買）、孟買港、清奈港、卡馬拉賈爾港（原稱恩諾爾港）、V. O. 吉大姆巴拉納爾港、科契港、加爾各答港（包括霍爾迪亞港）、帕拉迪布港、維沙卡帕特南港、新芒格洛爾港、莫爾穆加奧港和坎德拉港。除此之外，印度還有187個次要和中型港口，其中有43個可處理貨物運輸。
印度的海運事務由國營的印度航運公司負責管理。該公司不僅營運船舶，也掌管印度境內的離岸及其他海運基礎建設。印度航運公司擁有並營運全國約35%的船舶噸位，其航運業務幾乎涵蓋所有領域，服務國內及國際貿易。值得一提的是坦米爾那都邦是印度唯一擁有3個主要港口的邦，分別是卡馬拉賈爾港、清奈港與V. O. 吉大姆巴拉納爾港。
該公司擁有一支龐大的船隊，包含79艘各類船舶，總噸位高達275萬總噸（約480萬載重噸）。此外，印度航運公司亦代表多個政府部門及其他機構來管理53艘科研、測繪及後勤支援船隻，總噸位約12萬總噸（約6萬載重噸）。公司的人員培訓在位於孟買的海事培訓學院進行，該學院是1987年成立的世界海事大學的分支機構。印度航運公司另外也透過合資方式，在馬爾他和伊朗拓展業務版圖。
主要港與次要港的劃分，並非依據貨物吞吐量而定。主要港口由中央政府監管的港務信託機構管理，其運作遵循1963年的主要港口信託法。相較之下，次要港口則由各邦政府負責監管，且其中不少屬於私人或企業專用港口。印度主要港口於2005-06財政年度的總貨物處理量達到3.8233億噸。

### 內陸水道
印度境內擁有廣闊的內陸水道系統，包含多條河流、運河、回水區及溪流。這些水道的可通航長度達到14,500公里（約9,000英里），其中約有5,200公里（約3,231英里）的河道和485公里（約301英里）的運河，可供機械動力船隻通行。印度的內陸水路貨物運輸相較於其他大型國家，顯得極少受充分利用。內陸水道的貨運量僅佔印度國內總運輸量的0.15%，而德國的比例為20%，孟加拉國的更高達32%。
在印度，有組織的貨物運輸主要集中在果阿邦、西孟加拉邦、阿薩姆邦與喀拉拉邦的少數特定水道。印度內陸水道管理局（IWAI）是負責全國水道事務的法定機構，其職責涵蓋在這些水道上建設必要的基礎設施、評估新計畫的經濟效益，以及執行行政管理與法規監管等工作。下列水道已被指定為國家級水道：
- 國家水道 1（英语：National Waterway 1）：恆河－帕吉勒提河－胡格利河水系，從普拉亞格拉吉至霍爾迪亞段，全長1,620公里（1,010英里），於198610月27日被列為國家水道。[123]
- 國家水道 2： 布拉馬普特拉河水系從薩迪（Saidiya）亞到圖布里段，總長891公里（554英里），於1988年10月26日公告。[123]
- 國家水道 3： 西海岸運河的奎隆到科塔普拉姆（英语：Kottappuram, Thrissur）段，連同昌帕卡拉運河（Champakara Canal）和烏迪奧格曼達爾運河（Udyogmandal canal），總長205公里（127英里），於1991年2月1日公告。[123]
- 國家水道 4： 克里希納河－戈達瓦里河水系的巴德拉恰拉姆 - 拉賈赫穆恩德爾伊段和瓦齊拉巴德 - 維傑亞瓦達段，連同卡基納達 - 朋迪治理運河網絡，總長1,095公里（680英里），於2008年11月24日公告。[124][125]
- 國家水道 5： 默哈訥迪河－婆羅門尼河（英语：Brahmani River）水系的芒加爾加迪（Mangalgadi）- 帕拉迪普[段和塔爾切爾 - 達馬拉（Dhamara）段，連同東海岸運河，總長623公里（387英里），於2008年11月24日公告。[124][125]

## 管線
印度石油與天然氣產業高度仰賴進口，約82%的石油來自國外。印度政府為降低進口依賴，計劃在2022年前將進口比例降至67%，策略包括加強國內探勘、發展再生能源以及推廣本土生產的乙醇燃料（約為2018年1月的數據）。然而根據印度石油和天然氣部所屬的石油計劃與分析小組（PPAC）提供的數據，該國於2023-24財政年度的進口依存度飆升至87.7%，高於2022-23財政年度的87.4%。印度於2023-24財政年度的國內原油產量幾乎沒有變化，維持在2,940萬噸。
印度目前的原油輸送管線總長約20,000公里（12,427英里），而石油產品的輸送管線總長則約為15,000公里（9,300英里）。

## 纜車索道
印度的纜車索運輸主要設置於喀什米爾等地形崎嶇的山區。在加爾各答的尼科公園和科學城等遊樂場所也能見到此種索道設施。

## 物流
依據世界銀行的全球物流績效指數，印度物流排名已從2014年的第54位躍升至2016年的第35位。印度政府的策略目標是將國際貿易在國內生產毛額（GDP）（2017-18財政年度為2.7兆美元）中的佔比升至40%，其中出口額將佔一半，即GDP的20%（約為2018年1月數據）。目前印度物流成本佔GDP的14%，相較於已開發國家屬於偏高。印度政府為此推動改革，目標在2022年前將此比例降至10%（約為2018年1月數據））。印度商業和工業部已與新加坡及日本合作，將先前由鐵路、公路、航運及航空等多個部門分散管理的相關業務交由一個新的專責物流部門管理，以能更有效處理物流事務。
各邦為促進出口，將制定專屬的出口與物流政策，並於縣級單位指派專責官員（約為2018年1月數據）。由於從生產到出口的完整流程中涉及64項交易及37個政府部門。印度正積極建構一個"共通線上整合物流電子市集平台"以進一步提升物流排名、加快物流速度、優化營商便利度並降低物流成本。前述平台將涵蓋生產及出口的所有環節，串聯買家與物流服務供應商，以及海關的Icegate系統（Indian Customs Electronic Data Interchange Gateway）、港口社群系統、海空港口貨運站、航運公司、鐵路等政府機構（約為2018年1月數據）。
薩迦瑪拉計畫是個以港口為核心，價值1,250億美元的計畫，印度政府將借鑒全球前10大物流領先國家的經驗，為國內 300個內陸港物流園區（內陸貨櫃集散站）制定監管規範，以促進出口增長、消除供應鏈瓶頸、降低交易成本、優化物流結構，並建立新型的軸輻式內陸港體系（約為2018年1月數據）。此外，政府為達成降低10%物流成本及降低12%二氧化碳排放量的目標，正沿著36條環狀道路開發35個新的"多模式聯運物流園區"（MMLP），預計將可處理印度50%的貨物運輸量。目前已選定部分土地，並針對其中6個多模式聯運物流園區展開初步可行性評估（約為2017年5月數據）。
印度工業聯合會 (CII) 將與政府攜手舉辦年度全國物流會議。印度貨櫃運輸公司和印度運輸公司是該國兩家主要的貨櫃運輸業者，在美國於1962年創始的《物流管理》雜誌則是物流業界重要的出版刊物之一。

## 現代化
印度最高法院於1998年頒佈一項指令，明確規定德里所有公車、三輪車及計程車在2001年4月之前都必須完成更換或改裝，使用壓縮天然氣 (CNG)作為動力來源。
卡納塔卡邦道路運輸公司 (KSRTC) 首開印度先河，成為第一個採用生物燃料與乙醇混合燃料的邦級運輸機構。KSRTC為尋求替代能源， 積極投入研究，實驗將柴油與印度苦楝、棕櫚、葵花籽、花生、椰子及芝麻等植物油提煉的生物燃料混合使用。該公司與2009年更決策大力推廣以生物燃料作為巴士的動力燃料應用。
印度政府於2017年發佈一項宏偉的目標：在2030年之前，全國僅銷售電動載具。此外，亦宣告將於2022年前完成所有鐵路機車的電氣化。
印度政府為因應COVID-19疫情的嚴峻情勢，於2020年3月臨時中斷所有客運鐵路、捷運及巴士的營運服務。

## 外部連結
- Follow a young commuter on her way through Mumbai, a web documentary by Deutsche Welle Global Ideas (www.dw.de/globalideas)
- Ministry of Road Transport & Highways 的存檔，存档日期2019-08-29.
- Mile by Mile, India Paves a Smoother Road to Its Future 的存檔，存档日期2014-07-22., The New York Times, 2005-12-04.
- Motor Vehicles Act, 1988

Template:Transport in India
Template:Bus rapid transit in India
Template:State owned road transport companies in India